# Rubin Russell
Rubin B. Russell jr. (Fort Worth, 7 novembre 1944) è un ex cestista statunitense, professionista nella ABA.

## Carriera
È stato selezionato dai Seattle SuperSonics al dodicesimo giro del Draft NBA 1967 (133ª scelta assoluta).